# Anne Holmlund
Anne Elisabeth Holmlund (ur. 18 kwietnia 1964 w Pori) – fińska polityk, deputowana i od 2007 do 2011 minister spraw wewnętrznych.

## Życiorys
W 1983 zdała egzamin maturalny. W 1987 ukończyła kształcenie zawodowe w zakresie zarządzania w biznesie. Pracowała do 2002 w branży handlowej i finansowej. W 1989 została członkinią rady miejskiej w Ulvili. Wchodziła w skład zarządu miasta, była też przewodniczącą rady. W 2002 objęła mandat posłanki do Eduskunty z ramienia Koalicji Narodowej. W wyborach parlamentarnych w 2003, 2007 i 2011 uzyskiwała reelekcję w okręgu Satakunta.
19 kwietnia 2007 objęła urząd ministra spraw wewnętrznych w drugim rządzie Mattiego Vanhanena. Utrzymała zajmowane stanowisko również w powołanym 22 czerwca 2010 rządzie Mari Kiviniemi. 22 czerwca 2011 została zastąpiona przez Päivi Räsänen.